# Папуга-білочеревець чорноголовий
Папуга-білочеревець чорноголовий (Pionites melanocephalus) — вид папугоподібних птахів родини папугових (Psittacidae). Поширений у Південній Америці.

## Поширення
Ареал виду простягається через північну частину річки Амазонки та включає: Гаяну, південь Венесуели, бразильський штат Пара, південно-західну Колумбію, Еквадор і північний схід Перу. Він віддає перевагу відкритим лісистим середовищам, таким як узлісся вторинних лісів, прибережні або галерейні ліси, обсаджені деревами савани на висоті до 1200 метрів над рівнем моря.

## Опис
Дрібний папуга, завдовжки приблизно 23 см. Голова має чорну верхівку, золотисто-жовті щоки та із зеленою міткою на з'єднанні верхньої гілки дзьоба під оком. Груди та живіт білі, з дуже блідо-жовтим ефектом глазурі, підхвістя та штани золотисто-жовті, що мають тенденцію до оранжевого; зелені крила і спина. Має непомітне блакитне періофтальмальне кільце, помаранчеву райдужку, чорні дзьоб і ноги.